# Стјепановић
Стјепановић је јужнословенско патронимско презиме настало од мушког имена Стјепан. Познате личности које носе ово презиме:
- Боро Стјепановић (рођен 1946), глумац
- Велимир Стјепановић (рођен 1993), пливач